# 1968년 대한민국의 영화 목록
다음은 1968년에 개봉됐던 대한민국의 영화 목록이다.

## 목록
- 《가로수의 합창》
- 《갈망》
- 《과도의 검》
- 《구름》
- 《귀부인》
- 《규방》
- 《낙엽》
- 《낮과 밤》
- 《내 목숨 다하도록》
- 《내시》
- 《다시 만날 때까지》
- 《대원군》
- 《대좌의 아들》
- 《독수공방》
- 《동경 특파원》
- 《랑》
- 《로맨스 마마》
- 《맨발의 영광》
- 《모정의 비밀》
- 《목가》
- 《무숙자》
- 《미워도 다시 한번》
- 《미워하지 않겠다》
- 《바람 같은 사나이》
- 《방랑대군》
- 《방울대감》
- 《백야》
- 《사랑》
- 《사랑했는데》
- 《상사초》
- 《설녀》
- 《소라의 꿈》
- 《순애보》
- 《순정》
- 《슬픔은 파도를 넘어》
- 《아네모네 마담》
- 《악몽》
- 《언니의 일기》
- 《엄마야 누나야 강변 살자》
- 《에밀레종》
- 《여》
- 《여로》
- 《여마적》
- 《연상의 여인》
- 《오월생》
- 《옥비녀
- 《요화 장희빈》
- 《이상의 날개》
- 《이수》
- 《일본인》
- 《자주댕기》
- 《장군의 수염》
- 《전설 따라 삼천리》
- 《젊은 느티나무》
- 《정부 마농》
- 《정염》
- 《직녀성》
- 《찬란한 슬픔》
- 《찬란한 슬픔》
- 《창공에 산다》
- 《천하장사 임꺽정》
- 《철부지 아씨》
- 《청등홍등》
- 《청춘 고백》
- 《춘향》
- 《출세가도》
- 《칼맑스의 제자들》
- 《탈출 17시》
- 《파란 이별의 글씨》
- 《파문》
- 《팔도강산 2》
- 《폭풍의 사나이》
- 《풍랑객》
- 《풍운아》
- 《하얀 곰》
- 《화산댁》
- 《효자문》
- 《휴일》
- 《흐느끼는 백조》

## 참고 자료
- KOFIC 영화데이터베이스

## 같이 보기
- 대한민국의 영화